# Magnolia amazonica
Magnolia amazonica là một loài thực vật có hoa trong họ Magnoliaceae. Loài này được (Ducke) Govaerts mô tả khoa học đầu tiên năm 1996.